# 女装男子はスカートを脱ぎたい!
『女装男子はスカートを脱ぎたい！』（じょそうだんしはスカートをぬぎたい！）はしなぎれによる日本の漫画。『ウルトラジャンプ』（集英社）にて、2024年1月号から連載中。幼なじみの女子のため、女装を続ける男子のコメディ漫画。

## 書誌情報
- しなぎれ『女装男子はスカートを脱ぎたい！』集英社<ヤングジャンプコミックス>、既刊2巻（2025年1月17日時点）
  1. 2024年7月18日発売[2]、ISBN 978-4-08-893276-7
  2. 2025年1月17日発売[3]、ISBN 978-4-08-893537-9